# O.F.D.A.
O.F.D.A.（オーエフディーエー）は、1998年に設立した個別に活動する建築家が共有する場所である。Office For Diverse Architects（「多様な建築家のための事務所」の意）の頭文字の略称から名付けられた。所在地は東京都新宿区荒木町14。

## 構成人物
坂牛卓
（さかうし たく、1959年 - ）は建築家。東京理科大学工学部教授。
木島千嘉
（きじま ちか、1966年 - ）は建築家。国士舘大学、東京理科大学非常勤講師。父は木島安史。
伊藤博之
（いとう ひろゆき、1970年 - ）は建築家。お茶の水女子大学、慶應義塾大学、東京電機大学、日本大学、非常勤講師関連項目